# America's Army
『America's Army』（アメリカズ アーミー、略称：AA）は アメリカ陸軍によって企画・製作されたコンピュータゲームで、ファーストパーソン・シューティングゲーム（FPS）である。当時のアメリカ陸軍の広報予算（約22億円）を使い開発された。
アカウント作成からプレイに至るまで、利用はすべて無料である。

## 概要
『America's Army』はファーストパーソン・シューティングゲーム（FPS）ゲームの中でも、特にリアル系FPSに分類されるゲームである。アメリカ陸軍が開発を主導し、開発スタッフが実際に訓練を体験したというだけあり、武器などの再現度は数あるFPSゲーム中でも屈指である。他のゲームには見られないジャミング（装填不良）、そしてその開放動作、無反動砲でのバックブラストの被害までもが再現されている。
さらに『America's Army』を特徴付ける要素として、「訓練」がマルチプレイをするための必須事項になっていることが挙げられる。オンラインでマルチプレイをするには、最低でも基礎訓練をクリアする必要がある。その他にも狙撃訓練、降下訓練、メディックトレーニング、スペシャルフォーストレーニングなどがあり、それらの訓練を完了しなければ選択できない武器やプレイできないマップが存在する。
マルチプレイは最大24人、アサルトxディフェンス、アルファxブラボーに分かれる場合などマップ、任務によって双方の呼び方はさまざまである。しかしどちらのチームに所属してもお互い味方は全員米軍の格好、初期の装備は米軍の装備であり、敵は武装したテロリストの格好、装備（外見のみ）になる。
バージョン1〜2系列の開発作業はアメリカのZombie Inc.が担当していたが、バージョン3系列は明確にされていない。

そもそも『America's Army』の開発にあたっては最初期から軍内部で様々な派閥争いや確執があった模様で、現在はAAGA（アメリカズ・アーミー・ガバメント・アプリケーションズ）と呼ばれる統括オフィスが設置され、タクティカルFPSなどで名高いRed Storm Entertainment社の開発者などが在籍。カリフォルニア州とノースカロライナ州に専属の開発チームを保有し、開発作業を継続している様子。
このゲームの開発の意図としては、
- 新兵をリクルートするための宣伝。
- 入隊を考えている者への訓練内容の把握用。

の二点が主な目的だと言われている。
しかしアメリカ国内外問わず誰もが無料で利用可能。本国では「税金の無駄遣いだ」との批判の声も大きい。
現在は『3.0』が最新バージョンで、EPIC社の汎用ゲームエンジンであるUnreal Engine 3を全面的に取り入れた次期バージョンである。
初期バージョンは比較的低スペックなPCでも動作できたが、バージョンアップを重ねていくにつれ、次第に高スペックを要求するようになっていった。特に『v2.8』以降ではその傾向が著しい。

## シリーズ作品
- America's Army
- America's Army: Rise of a Soldier
- America's Army: Special Forces Overmatch
- America's Army: True Soldiers

### 配信予定作品
- America's Army: Stryker-Overmatch

理由は不明だが『America's Army: Stryker-Overmatch』は配信中止。

## 主なゲームシステム

### 任務
任務の内容は、要人の護衛、標的の破壊、目的地への移動などさまざまである。
また、米軍が作ったという『America's Army』の建前上、敵を殲滅するという条件は任務に入られなかったとものと思われるが、大部分の任務は敵を全滅させることでも終了する。

### マップ
マップにはそれぞれ任務、人数、オブジェクトの配置などが設定されており、個人で作成、アレンジすることが最新のバージョンで可能になっている。
『v2.8』現在、2つのcoopマップと個人作成を含む50以上のマルチプレイマップが使用可能である。

### HONORポイント
HONOR（オナー）ポイントとはプレイヤーのプレイ経験を数値化したものである。HONORポイントは認められた一定のサーバーで、敵を殺害、任務の完了などを達成するとプラスされていき、逆に民間人や味方への誤射といった不名誉な行動をするとマイナスされる（初期値は10、最高100）。なお、HONORポイントが0になるとアカウントを削除され利用できなくなる。
所属分隊、装備を選択は、HONORポイントが高いプレイヤーが優先される。ただし、前回のマッチ（複数回もしくは1回のラウンドから成り、所属分隊、装備選択はマッチの切り替わり時に行われる）の成績によっても優先度は変化する。
また、HONORポイントは構造的にプレイするだけ上がっていく仕組みなので、必ずしもプレイヤーの力量を表しているわけではなく、目安の意味合いが強い。

### 体力
体力はグリーンから始まり被弾する、高いところから落ちるなどで減少するグリーン→イエロー→レッドとなり各色の内部にも3段階ある。
medicに治療してもらうことで内部設定値を最大まであげることが可能（色は変化しない）。
体力が減少すると移動速度が遅くなり、命中精度も悪くなる。

#### 出血
主に被弾した場合に体力アイコンの上に出血マークが出現しマークが消えるまでは各色の内部設定値が下がっていく内部の3段階を過ぎると次の色へと変化し悪化を続ける。
衛生兵に治療してもらうことによって止血、内部設定値を最大まであげることが可能、簡易医療キット（50%止血）使用、じっとしているなどの行為で出血は止まる場合もある。
重症の場合走り続けるなどすると死亡する。

## 登場する兵装
米軍
- ベレッタM92
- M16A2
- M249
- M203
- M24
- バレットM82A1
- SPR Mk12
- M4A1
- レミントンM870
- HMMWV 非対応 通常coopのみ
- ブローニングM2重機関銃 非対応 HMMWV上部に搭載
- Mk19 自動擲弾銃 非対応 HMMWV上部に搭載
- FGM-148 ジャベリン 非対応
- ストライカー装甲車 Arcticのみ
- AT4 対人、対戦車、対装甲車
- M141 BDM 壁破壊用

テロリスト
- マカロフ PM
- Vz 61
- AK-47
- AK-103
- RPK-74
- GP30
- PSL狙撃銃
- VSS
- AK74su
- 迫撃砲 非対応 coopのみ
- BTR-80 Arcticのみ
- RPG-7 HEATか
- RPG-7 弾頭違

双方
- 破片手榴弾 米軍M67
- 煙幕筒
- 音響手榴弾
- 焼夷手榴弾
- AN/PVS-7D暗視ゴーグル
- 双眼鏡 3種
- 医療キット medicのみ3つ所持
- 簡易医療キット 50%止血
- 爆薬 ドア破壊用

すべての武器が上から順に対応していて鹵獲した武器は敵の武器の性能となる。
初期に使用している武器はどちらも米軍の性能。

### 武器について
ライフル系は2丁、ピストル系1丁、ジャベリン弾頭1つ、双眼鏡1種、の制限された量のみ持ち運び可能、その他の軽装備は複数所持が可能。
それぞれの武器に威力、重さが設定されておりM249を2丁所持して走る場合、その遅さが体感できる（ライフル2丁所持した状態でジャベリン弾頭を所持すると早歩きができなくなる）。
扉、人などやわらかいものは貫通する、また射撃角度によっては壁など硬いものには反射する。

## America's Army 3.0
Steam及びAA3Deployを通してリリースされている。使用料は無料。『America's Army 3.0』では、それまでのバージョンのアカウントが利用できなくなるため、新たなアカウントを作成することが必要になるとされている。システム要求の情報については、それまでのバージョンより高いスペックを要求されるといわれている。今作では、Unreal Engine 3を利用して開発される。アメリカ陸軍からMac版とLinux版のリリースはない（なおアメリカ陸軍では、Windows XPとVistaはサポートする）。
『America's Army 3.0』はゼロから新たに開発されることになっており、新たな武器が多く使用可能になる（その中には、ナイフやショットガンも含まれる）。前作までのマップが使用可能かについては不詳である。
なお、America's Army 3.0を利用するのに必要なスペックは次の通りである。
参照URL：America's Army 3 on Steam 